# Ink & Dagger
Ink & Dagger fue una banda de post-hardcore oriunda de Filadelfia, por miembros de Crud is a Cult, Flagman, The Mandela Strike Force, y Frail. En sus cuatro años de existencia lanzaron dos álbumes de estudio: The Fine Art of Original Sin (1998) y –el póstumo– Ink & Dagger (2000); además de EPs, splits y varias apariciones en compilaciones.
Su primera formación estuvo integrada por el vocalista Sean Patrick McCabe, los guitarristas Don DeVore y Jorge González, el bajista Matt Cleary, y el baterista David Wagenschutz. Sufrieron constantes cambios de músicos en su formación, siendo DeVore y McCabe sus fundadores y únicos miembros estables.

## Historia

### Disolución (1999–2000)
En 1999, Ink & Dagger anunció formalmente su disolución. Poco después de grabar su último álbum, el cantante Sean Patrick McCabe fue encontrado ahogado con su vomito en un motel de Indiana, a los 27 años, el 28 de agosto del 2000. El álbum final homónimo fue lanzado en Buddyhead Records, con una foto de Sean joven disfrazado de vampiro en su interior.
Don Devore actualmente toca en la banda Sick Feeling, aunque también ha participado en otros proyectos como Amazing Baby, The Icarus Line y Lilys. Joshua Brown tocó en Lenola y Like A Fox, actualmente es bajista de The Midnight Sounds.
El videojuego Amped: Freestyle Snowboarding usó tres canciones de The Fine Art of Original Sin. En 2005, el exbaterista Ryan McLaughlin demandó a Microsoft, alegando que fueron utilizadas sin conocimiento de la banda. La demanda se resolvió fuera de los tribunales en 2006.
McCabe fue incluido en el libro del 2008 The 27s: The Greatest Myth of Rock & Roll de Eric Segalstad, al morir en el Club de los 27.

### Reunión (2010–2011)

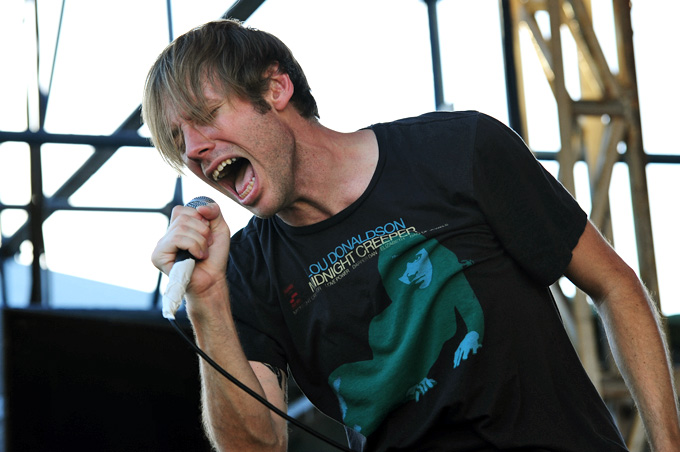
Geoff Rickly –conocido por su trabajo con Thursday– acompañó a la banda como vocalista entre 2010 a 2011.

En agosto de 2010, Ink & Dagger encabezó el festival "This Is Hardcore". Geoff Rickly (Thursday, United Nations, No Devotion) participó como vocalista. Todas las ganancias de Ink & Dagger obtenidas de boletos y merch fueron en beneficio de Maks Zielanski, un niño diagnosticado con cáncer; Maks es hijo de Ed Zielanski, miembro de Crud Is a Cult y Flagman. Ink & Dagger también tuvo presentaciones adicionales en Brooklyn, Los Ángeles y Filadelfia. La voz de Rickly fue generalmente bien recibida como reemplazo de McCabe. Jon Reiss de New York Press comentó: "La banda parecía bastante apretada y la elección de Rickly como cantante funcionó aproximadamente el 80% del tiempo. Es imposible reemplazar a un líder tan dinámico como McCabe". En enero del 2011, la banda estuvo de gira por Reino Unido.
La breve reunión condujo a la creación de Cut Throat Tactics; banda que incluyó a Devore, Brown, y Rickly, junto a Ben Weinman (The Dillinger Escape Plan, Suicidal Tendencies) como baterista.
El 13 de noviembre de 2020, en conmemoración al 48° cumpleaños de Sean, el sello Toybox anunció el lanzamiento de una antología de Crud is a Cult –banda donde participó McCabe y Brown anteriormente– para la primavera del 2021. Esta incluirá material inédito y antiguo remasterizado; además de un libro con fotos, historias y recuerdos relacionados.

## Características

### Presentaciones en vivo
Ink & Dagger se destacó por sus presentaciones en vivo. Frecuentemente incorporaron referencias a vampiros en su música, utilizando sangre falsa y maquillaje en vivo. En una ocasión, vomitaron en unos árboles de Navidad del escenario. McCabe también era infame por incitar a devotos Hare Krishna y arrojar yogur a bandas vegan straight edge como Earth Crisis.
En un show de Halloween en Nuevo Brunswick, Nueva Jersey, se presentaron de forma más teatral. Con un ataúd casero (con Jennifer Park dentro), maquillaje, manifiestos e incitaciones a los asistentes a modo de motín, culminando con manchar de sangre falsa al público, a base de gaseosa y colorante rojo.
La banda compartió escenario y giras con otros contemporáneos, como Prema, The Icarus Line, Snapcase, Botch, y Refused.

### Influencia y legado
Estuvieron inspirados por bandas de Washington D. C. como Swiz y Circus Lupus, sumado a tintes de Frail (banda previa de Don Devore) tanto en su música como falsetes vocales. Su álbum The Fine Art of Original Sin presentaba varias pistas que rompían las normas establecidas del hardcore punk, incluyendo ritmos techno y drum and bass. Este fue influencial para The Shape of Punk to Come, aclamado álbum del grupo sueco Refused. En sus últimos días, estuvieron fuertemente influenciados por bandas de indie como Rollerskate Skinny.
Bandas como Thursday, American Nightmare, The Murder City Devils, Refused, AFI, The Used, My Chemical Romance, y Leathermouth han citado a Ink & Dagger como influencia. Además de abrir el camino a proyectos "disruptivos" del hardcore como Jud Jud y Atom & His Package.

## Miembros
| - Sean Patrick McCabe – voces, teclados, programación (1995–1999) - Jennifer Park – voces adicionales (1997–1998) - Geoff Rickly – voces (2010–2011) - Don DeVore – guitarras, programación (1995–1999; 2010–2011) - Jorge González – guitarras (1995–1997) - Chris "T-Rope" Tropea – guitarras (1998–1999, 2010–2011), luces, roadie - Dallas Bratcher – guitarras - Justin O’Hare – guitarras - Matt Cleary – bajo (1995) | - Eric Wareheim – bajo (1995–1996) - Ashli State – bajo (1996–1997) - Gregg Foreman – bajo (1997) - Joshua Brown – bajo, coros (1998–1999; 2010–2011) - David Wagenschutz – batería (1995–1996) - Terrance Yerves – batería (1996, 1998–1999; 2010–2011) - Ryan McLaughlin – batería (1997–1998) - Robby Redcheeks – luces, roadie |

La estancia de algunos colaboradores es aproximada a la fecha de las grabaciones y sus créditos, respectivamente.

## Discografía
Álbumes de estudio
- The Fine Art of Original Sin (1998, Initial)
- Ink & Dagger (2000, Buddyhead)